# 毛德镇
毛德镇（1937年3月21日—2009年6月1日），中国辽宁省大连市瓦房店市人，田径教练员。

## 生平
毛德镇1980年起执教大连体育学校，其间先后培养出孙日鹏等长跑运动员。1995年6月，毛德镇接受了离开马俊仁的女子长跑名将王军霞，协助其在次年夺得了亚特兰大奥运会女子5000米金牌和10000米银牌。
1997年，毛德镇宣布从大连体育学校退休，前往广东伟伦体育运动学校执教。2009年病逝。